# Vazduhoplovna podoficirska škola veze
Vazduhoplovna podoficirska škola veze u Kraljevu je postojala u periodu: 1947. - 1970. (država: SFRJ/Oružane snage SFRJ).

### Nastanak VPŠV Kraljevo
Vazduhoplovna podoficirska škola veze - VPŠV, nastavna vaspitno-obrazovna ustanova RV JNA za osnovna školovanje i usavršavanje podoficira roda veze, grane veze tehničke službe i aerodromskih službi. VPŠV je formirana 1. aprila 1947. godine u Kraljevu pod nazivom Druga vazduhoplovna škola specijalista, čijom integracijom sa Prvom vazduhoplovnom školom specijalista i Foto-školom nastaje VPŠV. U 1953. godini VPŠV ulazi u sastav Vazduhoplovnog školskog centra veze. Škola prestaje da radi 1970. godine, ali pitomci 25. klase ostaju do završetka školovanja 1973. godine. Školovanje kadra preuzima Vazduhoplovno tehnička vojna škola - Rajlovac. Na školovanje su primani po konkursu omladinci iz građanstva. Školovanje je trajalo do 1. septembra 1956. godine - dve godine, do 1. septembra 1969. godine - tri godine. Posle toga VPŠV prelazi na četvorogodišnje školovanje, a svršeni pitomci dobijaju čin vodnika i zvanje tehničara.

### Vazduhoplovni školski centar veze - VŠCV
Vazduhoplovni školski centar veze - VŠCV, nastavna ustanova za objedinjeno školovanje kadra veze RV JNA. Formiran je 1953. godine u Kraljevu. U svom sastavu je imao Vazduhoplovnu oficirsku školu veze, Vazduhoplovnu podoficirsku školu veze, Kurs za usavršavanje podoficira veze - rasformiran 1969. godine. Školovanje kadra veze RV i PVO preuzele su Vazduhoplovnotehnička srednja vojna škola i Vazduhoplovnotehnička vojna akademija.

## Literatura
- Vojni leksikon, Vojnoizdavački zavod, Beograd, 1981. godine